# Cakile
Cakile là chi thực vật có hoa trong họ Cải.

## Các loài
Tính đến  năm January 2019, Plants of the World Online của Kew chấp nhận 7 loài:
- Cakile arabica Velen.
- Cakile arctica Pobed.
- Cakile constricta Rodman
- Cakile edentula (Bigelow) Hook.
- Cakile geniculata (B.L.Rob.) Millsp.
- Cakile lanceolata (Willd.) O.E.Schulz
- Cakile maritima Scop.